# Pałac w Sokołowcu Dolnym
Pałac w Sokołowcu Dolnym – wybudowany w  XVII/XVIII w. w Sokołowcu.

## Położenie
Pałac położony jest we wsi w Polsce, w województwie dolnośląskim, w powiecie złotoryjskim, w gminie Świerzawa, na Pogórzu Kaczawskim w Sudetach.

## Historia
Obiekt jest częścią zespołu pałacowego, w skład którego wchodzi jeszcze park.